# Nacarina balboana
Nacarina balboana is een insect uit de familie van de gaasvliegen (Chrysopidae), die tot de orde netvleugeligen (Neuroptera) behoort. 
Nacarina balboana is voor het eerst wetenschappelijk beschreven door Banks in 1941.